# Gobierno Regional del Cusco
El Gobierno Regional del Cusco es el órgano con personalidad jurídica de derecho público y patrimonio propio, que tiene a su cargo la administración superior del departamento del Cusco, Perú, y cuya finalidad es el desarrollo social, cultural y económico. Tiene su sede en la capital regional, la ciudad de Cusco.
Está constituido por el Gobernador Regional y el consejo regional.

## Gobernador regional
Desde el 1 de enero de 2023 el órgano ejecutivo está conformado por:
- Gobernador Regional: Werner Salcedo Álvarez
- Vicegobernador Regional: Noely Esmeralda Loaiza Livano

## Gerencia regional
Desde el 1 de enero de 2023 el órgano administrativo está conformado por:
- Gerencia General Regional:
- Gerencia Regional de Planeamiento, Presupuesto y Acondicionamiento Territorial:
- Gerencia Regional de Gestión de Proyectos:
- Gerencia Regional de Desarrollo Económico:
- Gerencia Regional de Desarrollo Social:
- Gerencia Regional de Recursos Naturales y Gestión del Medio Ambiente:
- Gerencia Regional de Administración:
- Gerencia Regional de Agricultura
- Gerencia Regional de Transportes y Comunicaciones

## Consejo regional
El consejo regional de la Región de Cusco es un órgano de carácter normativo, resolutivo y fiscalizador, dentro del ámbito propio de competencia del Gobierno Regional, encargado de hacer efectiva la participación de la ciudadanía regional y ejercer las atribuciones que la Ley Orgánica de Gobiernos Regionales del Perú respectiva le encomienda.
Está integrado por consejeros elegidos por sufragio universal en votación directa, de cada una de las 8 provincias del departamento, que duran 4 años en sus cargos. Desde 2023 estará integrado por 22 consejeros.

### Listado de consejeros regionales
| #  | Provincia                            | Provincia     | Partido                             | Consejero                       |
| -- | ------------------------------------ | ------------- | ----------------------------------- | ------------------------------- |
| 1  |                                      | Acomayo       | Partido Democrático Somos Perú      | Anabel Rozas Farfán             |
| 2  |                                      | Anta          | Movimiento Regional Inka Pachakuteq | Stig Loaiza Uscamayta           |
| 2  | Alianza para el Progreso             | Anta          | Felipe Hermoza Rojas                |                                 |
| 3  |                                      | Calca         | Partido Democrático Somos Perú      | Italo Tarco Góngora             |
| 3  | Juntos por el Perú                   | Calca         | Jorge Epifanio Pacheco Rozas        |                                 |
| 4  |                                      | Canas         | Partido Democrático Somos Perú      | Magdalena Phuturi Ttito         |
| 5  |                                      | Canchis       | Movimiento Regional Inka Pachakuteq | Litz Yoana Condori Ccolqque     |
| 5  | Podemos Perú                         | Canchis       | Alfredo Sara Vilca                  |                                 |
| 6  |                                      | Chumbivilcas  | Partido Democrático Somos Perú      | Santiago Ojeda Quispe           |
| 6  | Partido Político Nacional Perú Libre | Chumbivilcas  | Gil Clinton Triveño Alvis           |                                 |
| 7  |                                      | Cusco         | Movimiento Regional Inka Pachakuteq | Raúl Salizar Saico              |
| 7  | Partido Democrático Somos Perú       | Cusco         | Macedo Valeriano Rueda Quintana     |                                 |
| 7  | Alianza para el Progreso             | Cusco         | Raúl Miguel Olivera Rosas           |                                 |
| 8  |                                      | Espinar       | Partido Frente de la Esperanza 2021 | Horacio Quispe Suclle           |
| 9  |                                      | La Convención | Juntos por el Perú                  | Calandra Sammy Olivera Martínez |
| 9  | Alianza para el Progreso             | La Convención | Edwin Huallpa Cárdenas              |                                 |
| 10 |                                      | Paruro        | Partido Democrático Somos Perú      | Rosa Alicia Serrano Álvarez     |
| 11 |                                      | Paucartambo   | Partido Democrático Somos Perú      | María Elena Yabar Peralta       |
| 11 | Partido Político Nacional Perú Libre | Paucartambo   | José Manuel Corrales Vizcarra       |                                 |
| 12 |                                      | Quispicanchi  | Partido Democrático Somos Perú      | Eulogio Cruz Cartagena          |
| 12 | Juntos por el Perú                   | Quispicanchi  | Luz Marina Casafranca Castillo      |                                 |
| 13 |                                      | Urubamba      | Partido Democrático Somos Perú      | Herbe Olave Ugarte              |